# 阿爾圖格王朝

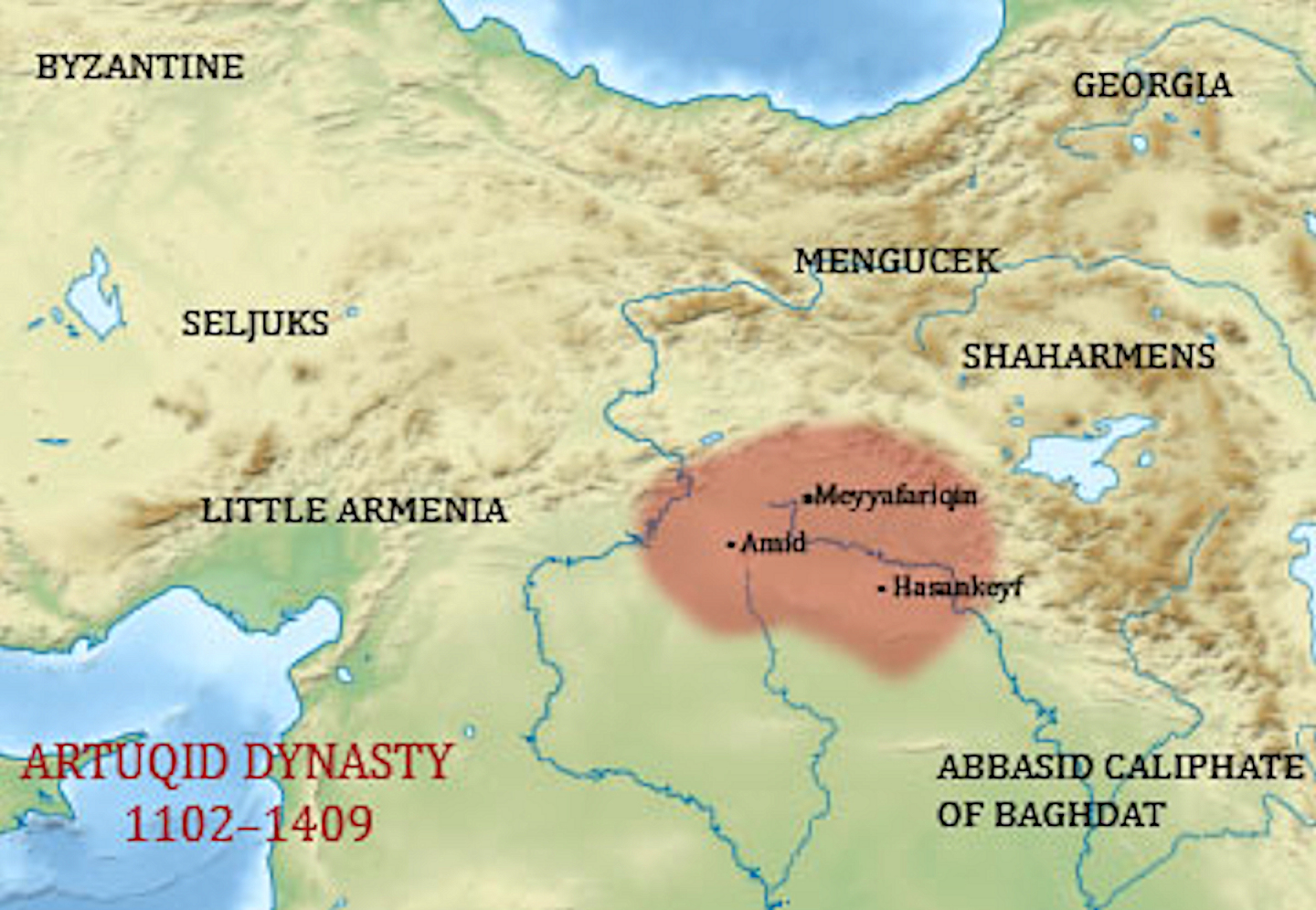

阿爾圖格王朝為亞洲土庫曼人於11世紀－12世紀建立的君主王朝。由乌古斯的都客儿部建立。该王朝得名自其创立者阿尔图克·贝伊。創立於1098年的該王朝主要為兩分支，建立地點約於今伊拉克北部一帶的阿米德與馬爾丁兩大地區。該王朝最強盛時，領土甚至擴張至巴勒斯坦，不過隨即呈現半獨立狀態，1232年則遭塞爾柱人所滅。